# Cratere Dunkassa
Dunkassa  è un cratere sulla superficie di Marte.